# PirateBrowser
PirateBrowser est un navigateur web créé par The Pirate Bay pour contourner la censure de l'internet. Le logiciel est sorti le 10 août 2013 à l'occasion de l'anniversaire des 10 ans d'existence de The Pirate Bay.
Il s'agit d'un pack incluant Firefox Portable, l'addon FoxyProxy et le client TOR Vidalia pré-configuré. Selon TorrentFreak il avait déjà été téléchargé plus de 2 500 000 fois en octobre 2013.
Ce logiciel permet aux utilisateurs d'accéder à des sites qui auraient été normalement bloqués -généralement pour respecter une législation où sous la menace de poursuite judiciaire-, par les fournisseurs d'accès à internet dans les pays concernés.
D'après le site de PirateBrowser, les pays concernés sont l'Iran, la Corée du Nord, le Royaume-Uni, la Belgique, la Finlande, le Danemark et L'Italie, mais on peut aussi citer la France.